# Nötaresjön
Nötaresjön är en sjö i Laholms kommun i Halland och ingår i Genevadsåns huvudavrinningsområde. Nötaresjön ligger i Storemosse Natura 2000-område.